# Hasanboy Dusmatov
Hasanboy Dusmatov (in russo Хасанбой Дусматов?; Andijan, 24 giugno 1993) è un pugile uzbeko, campione olimpico nella categoria dei pesi minimosca ai Giochi di Rio de Janeiro 2016.

## Biografia
Il 14 agosto 2016 ha conquistato la medaglia d'oro nei minimosca, sconfiggendo in finale il colombiano Yuberjén Martínez con un verdetto unanime (29-28, 30-27, 30-27). In tal modo riporta il proprio Paese sul gradino più alto del podio di una prova olimpica di pugilato a sedici anni di distanza dall'oro di Mahammatkodir Abdoollayev nei pesi superleggeri. 

## Carriera pugilistica

### Risultati olimpici

#### Rio de Janeiro 2016
Ha vinto la medaglia d'oro nella categoria dei pesi mosca leggeri al torneo di pugilato delle Olimpiadi di Rio de Janeiro del 2016.
- Batte Joselito Velázquez ( Messico) 3–0
- Batte Birzhan Zhakypov ( Kazakistan) 3–0
- Batte Nico Hernández ( Stati Uniti) 3–0
- Batte Yuberjén Martínez ( Colombia) 3–0